# اچ‌ام‌سی‌اس فرچون (ام‌سی‌بی ۱۵۱)
اچ‌ام‌سی‌اس فرچون (ام‌سی‌بی ۱۵۱) (به انگلیسی: HMCS Fortune (MCB 151)) یک کشتی بود که طول آن ۱۵۲ فوت (۴۶ متر) بود. این کشتی در سال ۱۹۵۳ ساخته شد.